# Prokoneški marmor
Prokoneški marmor, lat. marmor Proconnesium, je marmor bele ali sive barve z značilnimi svetlo sivimi do temno modrimi vzporedni pasovi. Izvira z otoka Marmara v Marmarskem morju, ki so ga v antiki imenovali Proconnesos. Plinij Starejši poleg imena marmor proconnesium (Plin., N. h. 36.6(47)) navaja tudi ime marmor cyzicenum (Plin., N. h. 5.44(151)), po mestu Kyzikos, ki je bilo v antiki središče upravnega območja, v katerem se je nahajal otok.

## Geografski opis
Otok Marmara, v antiki imenovan Proconnesos, leži v Marmarskem morju, nasproti polotoka Kapidağ, v današnji Turčiji. Polotok je s celino povezana z ozkim pasom kopnega, na katerem so bile odkrite ruševine antičnega mesta Kyzikos, ki je v antiki najverjetneje predstavljalo upravno središče kamnoloma. Zaradi izjemne geografske lege na prehodu med Črnim in Egejskim morjem in enostavnega transporta po morju je bil prokoneški marmor v antiki eden ekonomsko najugodnejših in zato eden najbolj razširjenih tipov marmorja.

## Geologija
V geološki sestavi otoka prevladujejo predpermske metamorfne kamnine. Stopnja metamorfoze ni enotna, ampak narašča od severne proti južni strani otoka. Severni del otoka je tako iz marmorja, medtem ko južni del tvorijo skrilavci. Poleg metamorfnih kamnin se v osrednjem delu otoka pojavljajo bazaltne predornine, ki so nastale med alpidsko orogenezo, v terciarju.
Kljub široki razprostranjenosti marmorja je njegova sestava dokaj enotna, le delež dolomita se zmanjšuje od zahoda proti vzhodu.
Struktura prokoneškega marmorja je srednje do grobozrnata in v primerjavi z nekaterimi drugimi vrstami marmorja (npr. carrarski marmor) izrazito heterogena. Kristale po velikosti ločimo v dva razreda, pri čemer je velikost večjih zrn med 2,0 in 3,5 mm (graf 1 in 2).
Na grafu 3 so prikazane vrednosti stabilnih izotopov za nekatere glavne vrste marmorja. Za prokoneški marmor so bile v zadnjem času dokazane vrednosti, ki se pojavljalo izven njegovega osnovnega polja (graf 4).

## Kamnolom in čas izrabe
Izkoriščanje marmorja še danes predstavlja osnovno gospodarsko panogo otoka, ki velja za eno največjih nahajališč marmorja na svetu. Vzporedno že več desetletij potekajo arheološke raziskave pod vodstvom istanbulskega Arheološkega muzeja. Na področju velikem 40 km2, v okolici mesta Saraylar na severovzhodu otoka, je bilo tako odkritih več antičnih kamnolomov, ki so bili prekriti z obsežnimi deponijami odpadnega materiala. Po zaslugi turške arheologinje N. Asgari in ob pomoči delavcev v kamnolomu, ki so se naučili prepoznavati antične ostanke, so bila ta območja očiščena, najdbe pa zbrane in urejene v arheoloških parkih na prostem.
Odkriti kamnolomi so se običajno nahajali na področjih, ki so ležala nekoliko oddaljena od obale (npr. Mandira, Dogu Çamlik in Silinte). Zakaj niso raje izkoriščali nahajališč enako kvalitetnega marmorja ob obali ostaja do danes nepojasnjeno (prim. tasoški marmor).
Začetek izkoriščanja prokoneških kamnolomov sega že v predrimski čas. Po pričevanju Vitruvija (Vitr., 10. 7. 15; 2. 8. 10) in Plinija Starejšega (Plin., N. h. 36.46) naj bi bil prokoneški marmor uporabljen pri gradnji dveh izmed sedmerih svetovnih čudes: Artemisionu iz Efeza (6. stol. pr. n. št.) in Mavzoleju iz Halikarnasa (4. stol. pr. n. š.). Njune navedbe ostajajo do danes nepotrjene. Zagotovo pa je uporaba prokoneškega marmorja dokazana pri gradnji pergamonskega kompleksa (pergamonski oltar, friz Demetrinega templja itd.) v zač. 3. stol. pr. n. št.
V Avgustejskem času so številni kamnolomi marmorja prišli v cesarjevo last. Tega sicer za kamnolome prokoneškega marmorja ni mogoče trditi, kljub temu pa je bil pogosto uporabljen v okviru cesarskih gradbenih projektov. V Italiji ga prvič zasledimo v flavijskem času. Iz njega so bili izdelani kapiteli Venerinega templja v Pompejih, ki je bil obnovljen po potresu l. 62 n. št.
Masovni izvoz prokoneškega marmorja se je začel v 2. pol. 2. stol. Takrat so bile v mnogih provincialnih mestih zgrajene razkošne stavbe iz marmorja, ki so v arhitekturnem slogu posnemale maloazijska mesta. Poleg arhitekturnih členov so prokoneške delavnice v tem času masovno izdelovale tudi sarkofage. Izvoz izdelkov, ki je bil pred tem omejen na Malo Azijo in Italijo, se je razširil po provincah Trakije, Mezije in Dalmacije ter v Sirijo in ob obalah Afrike.
V času pozne antike in bizantinskega cesarstva se je izkoriščanje prokoneških kamnolomov nadaljevalo, čeprav so izdelke izvažali le proti vzhodu. Vlogo trgovskega centra je prevzel Konstantinopel.

## Izdelki
Osrednji del proizvodnje prokoneških delavnic so predstavljali arhitekturni členi, sarkofagi in skulpture, ki so jih običajno izvažali skupaj z velikimi bloki neobdelanega marmorja. Med najdbami iz kamnolomov prevladujejo elementi arhitektonskega značaja, predvsem deli stebrov, njihove baze in kapiteli, izdelani v korintskem slogu. Večinoma gre za zavržene, nedokončane predmete, na katerih so prepoznavni sledovi različnih faz obdelave. Končni produkt prokoneških delavnic so bili polizdelki, ki so jih izvažali v različne dele imperija. V celoti izdelani so bili izključno členi, ki so bili uporabljeni pri gradnji na otoku.
Proizvodnja arhitekturnih elementov ni bila organizirana serijsko, temveč je bila vezana na posamezne projekte. Velikost odkritih polizdelkov namreč ni bila enotna, ampak jo je, kot lahko sklepamo, določal kupec. To dokazuje tudi primer korintskega kapitela iz nabrežinskega apnenca, ki je bil uporabljen kot model za eno od naročil.
Iz prokoneškega marmorja so izdelovali predvsem stebre manjših velikosti, ker je njegova struktura preveč slojevita za izdelavo večjih monolitnih stebrov. Večji kapiteli in baze iz prokoneškega marmorja so bili pogosto kombinirani s stebri iz trdnejših kamnin, npr. iz granita ali porfirja. Takšni arhitekturni elementi so imeli poseben estetski učinek.
Z raziskavami trgovine s prokoneškim marmorjem se je v svojih delih ukvarjal Ward-Perkins. Po njegovem mnenju je trgovino s polizdelki obvladovala organizacija kamnosekov in trgovcev iz Nikomedije, glavnega mesta province Bitinije. V času, ko je prišlo v provincah do razcveta arhitekture iz marmorja, so bili na nova tržišča skupaj s polizdelki iz marmorja poslani bitinijski kamnoseki, vešči obdelave novega materiala. O tem pričajo njihovi napisi, ki so bili odkriti v različnih delih imperija. V provincah se je tako izoblikoval enoten arhitekturni slog, ki so ga narekovale podružnice kamnoseških podjetij iz Male Azije.
V nasprotju s proizvodnjo arhitekturnih členov so prokoneške sarkofage izdelovali serijsko. Polizdelki, ki so bili odkriti na antični nekropoli v bližini mesta Saraylar, pričajo o tem, da je bila osnovna oblika sarkofaga izdelana že v kamnolomu. Bloki marmorja so bili obdelani na licu mesta zato, da so ob prodaji dosegali večjo ceno. Kamnolomi, ki so lomili bolj cenjene vrste marmorja, niso izdelovali polizdelkov.
Iz tipološkega vidika lahko prokoneške sarkofage razdelimo na več tipov, ki jim je skupen strehasto oblikovan pokrov z masivnimi akroteriji na vogalih. Razlike so predvsem posledica oblike dekorativne sheme, na podlagi česar ločimo štiri osnovne različice:
- A. Sarkofagi, okrašeni s tabulo ansato na eni od daljših stranic. Izvažali so jih v Spodnjo Mezijo in Dalmacijo. Nekateri teh sarkofagov so imeli izstopajoče, profilirane robove. V Dalmaciji so ti sarkofagi imeli podstavek.
- B. Sarkofagi s tankimi profilacijami ob zgornjem in spodnjem robu in gladko vmesno površino. Izvažali so jih v: Rim, Salono, Thessaloniki, Edirne, Tyros in Caesareo Marittimo.
- C. Sarkofagi s profiliranimi robovi in veliko tabulo ansato na daljših stranicah. Polja ob tabuli in na krajših stranicah so ostala grobo obdelana, da so jih kupci lahko kasneje dodelali s figuralnimi okrasi. Izvažali so jih v severno Italijo.
- D. Najbolj razširjeni so bili sarkofagi, okrašeni z girlandami na vseh štirih stranicah in profiliranim zgornjim in spodnjim robom. Nekateri so imeli tudi manjšo tabulo ansato v sredini ene od daljših stranic. Izvažali so jih po vzhodnem Sredozemlju, od Trakije in Male Azije, preko Sirije do Aleksandrije. Ta tip sarkofagov je pogosto iz nepojasnjenih razlogov ostal nedokončan.

Začetek proizvodnje prokoneških sarkofagov ni povsem jasen. V enem od girlandnih sarkofagov je bil odkrit novec Vespazijana, na podlagi česar bi lahko najstarejše primere tega tipa umestili na konec 1. stol. n. š. Proizvodnja sarkofagov je dosegla vrhunec v času 2. pol. 2. stol. in 1. pol. 3. stol. n.š. Mlajši primerki so bili višji in masivnejši.
Uporaba sarkofagov iz prokoneškega marmorja je bila nedvomno prestižne narave in je dokazovala premožnost in veljavo pokojnika. O tem pričajo napisi, ki so bili vklesani na sarkofage z namenom, da bi poudarili njihov izvor. Na podoben način lahko razumemo tudi posnetke prokoneških sarkofagov, ki so jih izdelovali iz lokalnih kamnin v provincah Spodnje Mezije in Sirije. Njihovi lastniki očitno niso bili dovolj premožni, da bi si kupili originalen sarkofag iz prokoneškega marmorja, zato so jih skušali posnemati vsaj po obliki.
Prokoneški kamnolomi očitno nikoli niso sodili pod neposreden imperatorjev nadzor. Zato bi zaman iskali kontrolne oznake na njihovih izdelkih. Redki napisi, ki so bili vklesani na polizdelke, so verjetno služili notranji organizaciji kamnoloma. Tak je npr. napis T(itus) Avr(elius) Ant(oninus), ki je bil odkrit na bazi in treh kapitelih v bližini kamnoloma. Navaja ime naročnika, v tem primeru cesarja Antonija Pija. Izdelke prokoneških delavnic je bilo očitno moč kupiti v prosti prodaji preko trgovskega posrednika. Seveda so imeli cesarski projekti prednost pred drugimi naročniki.
V pozni antiki se je proizvodnja prokoneških delavnic usmerila predvsem v izdelavo arhitekturnih členov. Ti so bili pogosto izdelani v dokončni obliki, saj je na lokalnih tržiščih primanjkovalo izurjenih kamnosekov. Poleg klasičnih arhitekturnih členov so izdelovali tudi elemente za opremo krščanskih cerkva. V dokončni obliki so bili običajno izdelani tudi sarkofagi.